# トマスによる福音書

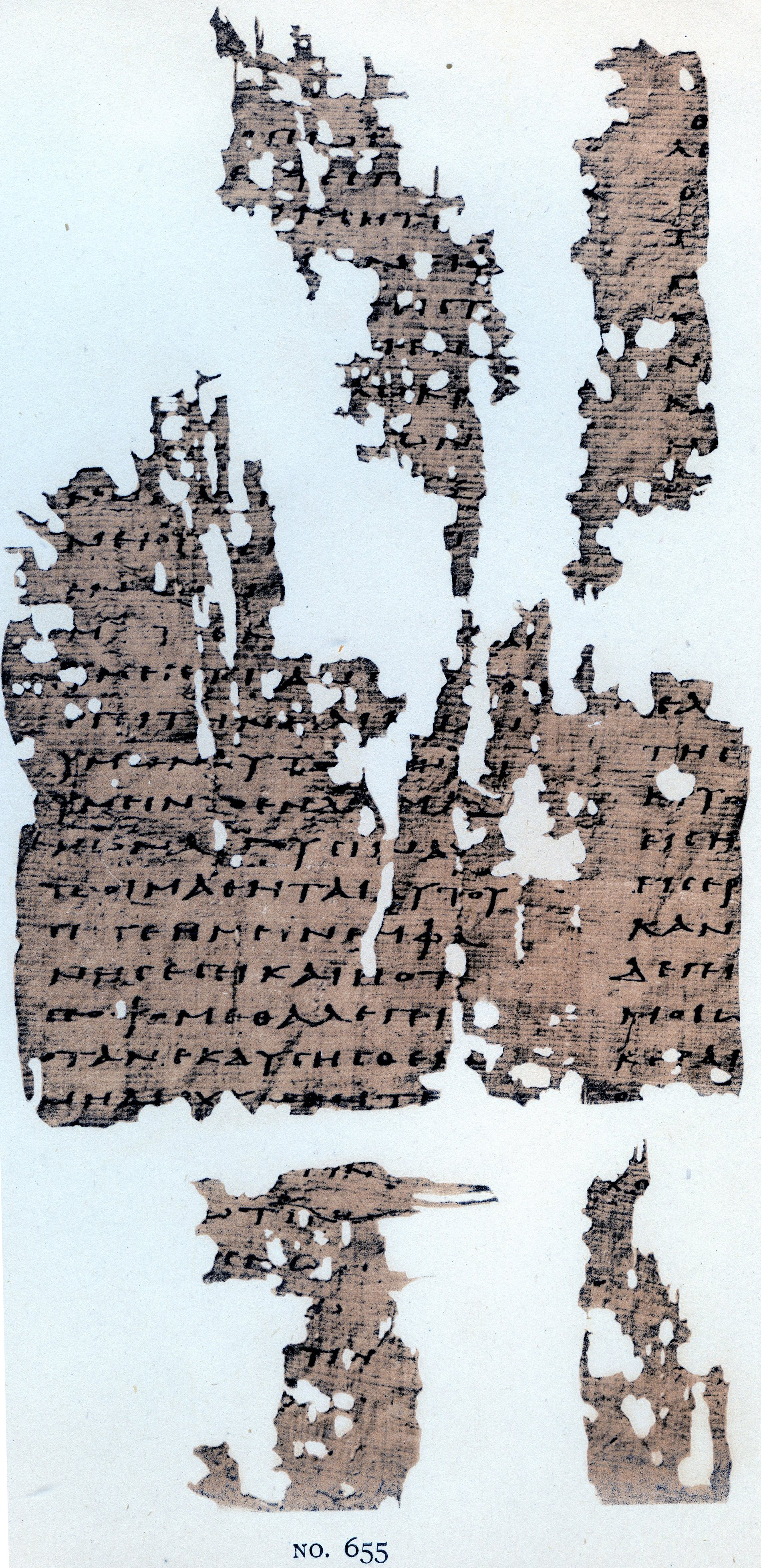
オクシュリュンコス・パピルス655 (P. Oxy. 655)。ギリシア語版トマス福音書と考えられるものの一部。

『トマスによる福音書』（トマスによるふくいんしょ）は、1945年にエジプトで見つかった『ナグ・ハマディ写本』群に含まれていた文書で、114の文からなるイエスの語録集である。本文中に使徒トマスによって書き記されたとあるため、この名で呼ばれる。新約聖書には含まれない外典である。
4世紀にエルサレムの主教を約30年間務めたキュリロスが著した『教理講義』には「この男（マネス）には、トマス、バダス、ヘルマスという三人の弟子がいた。トマスによる福音書を誰も読んではならない。それは十二使徒の一人の著作ではなく、マネスの三人の邪悪な弟子の一人の著作だからである。」と記されている。

## トマス福音書の位置づけ
新約聖書学上の主な意義は以下の通りである。

### 写本
写本はコプト文字を用いたコプト語で書かれており、写本末尾にコプト語で“Ⲡ.Ⲉⲩⲁⲅⲅⲉⲗⲓⲟⲛ ⲡ.ⲕⲁⲧⲁ Ⲑⲱⲙⲁⲥ”（P.Euaggelion p.kata Thomas）、つまり『トマスによる福音書』と題名がある。4世紀後半のパピルスの写本である。ギリシア語から翻訳されたと考えられ、3世紀に書かれた『オクシュリュンコス・パピルス』のイエス語録は、このコプト語の『トマス福音書』と内容が極めて近く、ギリシア語版のトマス福音書であると考えられる。ただし、オクシュリュンコス・パピルスのトマス福音書が、ナグ・ハマディ写本のコプト語版福音書の直接の原典というわけではない。
いずれにせよ、両語版とも、文体にセム語法（特にシリア語法）が見られるので、おそらくは元はシリア語で書かれたと想定され、元となったシリア語のトマス福音書は、2世紀後半に東シリア（例えばエデッサの町）で成立したと考えられる。
1950年代初頭、ナグ・ハマディ写本群に『トマス福音書』が含まれていることが報じられ、新発見の福音書の存在が世間を湧かせた。しかし、ナグ・ハマディ文書は、長い間、一部の者しか手にすることができず、写真版が出版され、世界の学者が入手できるようになったのは、1972年以降である。
なお、以下では、原則としてコプト語版に基づいて説明する。

### 著者――トマス
本福音書の本文には十二使徒の一人とされる使徒トマスにより書き記されたとの記述がある。トマスは現行の新約聖書ではあまり目立たず時として低く評価される人物である。
しかし、学問的には新約聖書に収録された他の福音書と同様に、実際に使徒トマスによって書かれたものとは考えられない。
「トマス」は、アラム語で「双子」を意味する言葉「テオマー、トーマー」（ܬܐܘܡܐ, Te'omā, Tōmā）に由来し、ギリシア語では、音訳して「トーマース」（Θωμᾶς）とするか、意訳して「ディデュモス」（Δίδυμος）とする。彼は、「ユーダース・トーマース」（Ἰούδᾱς Θωμᾶς）、または「ユーダース・ディデュモス」（Ἰούδᾱς Δίδυμος）とも称され、本名は「ユダ」で、恐らく「イスカリオテのユダ」らと区別するために、「双子」を意味する呼び名が付けられていると思われる。
本福音書の序では、ギリシア語の音訳語と意訳語を並列して「ディデュモ（ス）・ユダ（ス）・トマス」（コプト語: Ⲇⲓⲇⲩⲙⲟⲥ Ϊⲟⲩⲇⲁⲥ Ⲑⲱⲙⲁⲥ, Didumos Ïoudas Thomas）と書かれている。
そもそも、使徒トマスがなぜ「双子」という呼び名を持つのか、また誰と双子であったのかは不明であるが、本福音書では、イエスと「双子」であったと示唆され、高く評価されている。ただし、グノーシス主義的な立場から述べた象徴的な意味での双子であって、必ずしも血縁の兄弟を意味するものではない。

### イエスの語録集
正典に認められている4つの福音書が、イエスの言葉を収録するだけでなく、その行動（業）や物語をも記述する複合的な構成を持つのに対し、本福音書はイエスの言葉だけからなる「語録集」である。冒頭の編集句を除いて、言葉が発せられた状況の描写や解説は一切ない。但し、語録そのものには編者による改変が見られる。
冒頭の編集句にも以下のように述べられ、読者自らにイエスの言葉を「解釈」するよう求めており、自身の解釈によって本来の自己を「認識・覚知」（グノーシス）するための道が示されている。

#### アグラファ
現行の新約聖書の福音書には収録されていないが、その他の初期キリスト教文献で言及されているイエスの言葉が幾つかあり、これを「アグラファ」（ἀγράφα. 「書かれざるもの」の意）と呼び、新約聖書学上、大きな意味を持つ。このアグラファが本福音書には42収録されている。
- アグラファの例:

#### Q資料
また、新約聖書学では、「共観福音書」において、マタイによる福音書とルカによる福音書は、マルコによる福音書を参照した以外に、もう一つ別のイエスの語録（または言葉伝承）を元資料としたことが、ほぼ定説になっている。この元資料を「Q資料」と言うが、Qにおいて想定される文学様式（イエス語録からなる福音書）が古代に実際に存在したことが、トマス福音書の発見によって実証されたことになる。
ただし、トマス福音書が、ただちにQ資料であるということではない。

## 正統派教会との関係
トマスの名を冠した福音書は、これまで原始キリスト教の教父たちの証言により、その存在は知られていたが、正統派教会により退けられたため、今世紀の写本発見までは、その内容はほとんど不明であった。

### 教父たちの証言
まず、ローマのヒッポリュトス（Ἱππόλυτος, Hippolytus）が230年前後、『全異端反駁』（Refutatiō Omnium Haeresium）の中で、グノーシス教団の一派・ナハシュ派（オフィス派）に関する報告とともに「トマス福音書」を引用している。つづいて、オリゲネス（Ὠριγένης）が230年、『ルカ福音書講解説教』（Homiliae in Lucam）の中で、異端的な福音書の一つとして挙げている。また、カイサリアのエウセビオス（Εὐσέβιος）が324年、『教会史』（Ἐκκλησιαστικὴ Ἱστορία）の中で、偽作された外典として言及している。シデのフィリッポス（Φίλιππος）が430年頃、『教会史』（Χριστιανικὴ   Ἱστορία）の中で偽福音書と位置づけている。

### 正典と外典・正統と異端
以上のように、3世紀初頭から、トマス福音書は、教父たちにより異端、ないし外典として退けられるようになった。やがて、エルサレムのキュリロス（Κύριλλος）らギリシア教父は、トマス福音書はマニ教徒によって採用された、または偽作された福音書であると述べるに至り、8世紀の第2ニカイア公会議においては、「マニ教徒による偽作である」と決定された。よって、伝統的教会の立場からは、聖文書・正典ではない外典ということになり、現行の新約聖書には収録されていない。
4世紀にエルサレムの主教を約30年間務めたキュリロスは、彼の『教理講義』で「この男（マネス）には、トマス、バダス、ヘルマスという三人の弟子がいた。トマスによる福音書を誰も読んではならない。それは十二使徒の一人の著作ではなく、マネスの三人の邪悪な弟子の一人の著作だからである。」と語っている。

### キリスト教グノーシス派の位置づけ
本福音書がマニ教徒による偽作と判断されたように、伝統的に、正統派教会は、「キリスト教グノーシス派は、オリエントやギリシアの思想・宗教などの「異教」の影響を受けた混交宗教であり、そこからキリスト教的要素を取り除けば、もはや独自の宗教として成立しない」と見なしてきた。現在でもこのような見解を採る学者がある。
しかし、ナグ・ハマディ写本群には、非キリスト教のグノーシス文書が多数含まれ、内容を精査すると、グノーシス主義は、キリスト教とは別個のものとして成立していることが分かる。よって、キリスト教グノーシス派は、グノーシス主義、ないしグノーシス主義的傾向の思想を信奉する者が、その独自の立場から、旧約聖書、およびイエスに関わる文献を採用し、解釈し、成立した教団であると言える。トマス福音書に関して言えば、オクシュリュンコス・パピルス（3世紀）より、コプト語版（4世紀後半）の方が、グノーシス化の傾向が強い。

### なぜ排斥されたのか？
正統派教会側の歴史的・教義的立場から論ずると、「全能の父なる神の独り子・イエス・キリストが（人々の罪を贖って）死に、復活し、天に昇り、やがて再臨する」とされ、この父なる神とイエス・キリストに対する「信仰」及び倫理的「行為」（律法）によって、また救済機関としての「教会」を通じて人は救われるという救済観を持っている。
これに対しトマス福音書を含むグノーシス派は、正統派教会の教義に対して以下の見解を持つ:
1. 旧約聖書で天地を創造した造物主を至高者の下に置き、またイエスについても、その肉による復活を認めない。
2. 至高者に由来する本来的自己についての「認識」（グノーシス）による救済を最重要視し、グノーシスを通じて、造物主への信仰や律法など倫理的行為、および教会の権威から解放されなければならないと説く。
3. グノーシス各派により程度の差はあれ、「信仰」、「行為」、「教会」（および教会を担う聖職者）に絶対的な権威を認めない。

またグノーシス派の中には、自らを「真のキリスト者」と任じ、正統派教会を批判しながらも、「信仰すら持たない者に比べれば少なくとも正統派教会は信仰を持っており、グノーシスの奥義に導くことができれば救済へ至る可能性が高い」と考え、これに布教の手を伸ばす教団もあった。これらが正統派教会にとって大変な脅威となったと推測できる。
加えて、グノーシス派は、使徒や使徒伝承に基づく教会の権威によらずとも、各人の自己「認識」（グノーシス）により救済されると主張し、誰もが啓示に与ることができると説くので、各人の解釈に基づき無限に聖文書を生み出すことができた（正統派教会によって外典に入れられたキリスト教グノーシス文書は40を超える）。この点も、教会の権威により正典を制定していく過程にあった正統派教会にとっては大きな問題となったであろう。
なお、グノーシス派が倫理的行為を軽視する点から、「グノーシス派は律法を否定する放逸主義であり、肉欲的である」と、しばしば正統派教会は非難してきた。だが、この批判は、一部のグノーシス派を除き、グノーシス主義全般に当てはまるものではない。少なくとも、トマス福音書の思想は禁欲的である。
グノーシス主義から見れば、本福音書は偽作でも外典でもなく、グノーシス主義に則って、イエスの言葉を解釈して成立した正規のグノーシス文書である。また、正統派教会が本福音書をマニ教による偽作であるとした根拠として、事実、本福音書は、マニ教徒により広く受容されていたが、グノーシス主義の一派でもあるマニ教が、その解釈原理から本福音書を採択していたのは、至極当然なことである。